# La battaglia
La battaglia è un romanzo di John Steinbeck, scritto nel 1936, tradotto in italiano da Eugenio Montale per Bompiani nel 1940.

## Importanza e critica
Il personaggio principale della storia è un attivista del "Partito" (il Partito Comunista degli Stati Uniti d'America, anche se non viene mai esplicitamente menzionato nel romanzo) che sta organizzando un importante sciopero dei lavoratori, cercando così di attirare proseliti per la sua causa. Il necrologio di Steinbeck pubblicato dal New York Times citò il libro affermando che «Sebbene le simpatie dello scrittore fossero chiaramente rivolte agli scioperanti, egli li descrisse come figure sfruttate tanto dai capitalisti quanto dai comunisti».
Prima della pubblicazione, Steinbeck scrisse le seguenti parole in una lettera:
(John Steinbeck)
Dopo la pubblicazione, il recensore del The New York Times Fred T. March paragonò il suo stile a quello geniale e picaresco di Pian della Tortilla, commentando che «Non si indovinerebbe mai che 'La battaglia' è opera dello stesso John Steinbeck se l'editore non l'avesse reso noto»; definì il romanzo «coraggioso e disperatamente onesto», «Il miglior romanzo sul lavoro e sugli scioperi ad essere stato pubblicato nella nostra attuale situazione di tensione economica e sociale»; inoltre disse che era «un romanzo come potrebbe aver scritto uno Sinclair Lewis al meglio delle sue capacità se avesse proseguito nel suo progetto di un romanzo sul mondo del lavoro...».
Nel 1943, quando Steinbeck era ormai famoso, Carlos Baker rivalutò il romanzo. Iniziò dicendo che «Tra i migliori romanzi di Steinbeck il meno conosciuto è probabilmente 'La battaglia»; disse che Steinbeck, «è assolutamente interessato a quanto succede nelle menti e nei cuori degli uomini quando si comportano non come individui responsabili e padroni di sé, ma come membri di un gruppo... I biologi hanno coniato una parola per questo importantissimo problema; la chiamano bionomia o ecologia»: aggiunse che «L'interesse di Steinbeck per la bionomia è visibile in tutto quello che ha fatto a partire da 'Pian della Tortilla', a metà degli anni trenta, passando per il libro quasi di biologia 'Il Mare di Cortez', fino alle sue ultime cronache come corrispondente di guerra in Inghilterra». Concluse definendo La battaglia «un tentativo di studiare un tipico sciopero di un periodo di depressione in termini bionomici».
Nel 1958 il critico Alfred Kazin giudicò La battaglia e Furore i romanzi più potenti di Steinbeck, comparandoli a Vicolo Cannery e La corriera stravagante, i quali «contengono molti passaggi piacevoli, ma non sono allo stesso livello».

## Spiegazione del titolo
Il titolo è una citazione di un passaggio del Paradiso perduto di Milton:
"Innumerable force of Spirits armed,

That durst dislike his reign, and, me preferring,

His utmost power with adverse power opposed

In dubious battle on the plains of Heaven,

And shook His throne."

## Trama
La battaglia parla dello sciopero fallimentare dei raccoglitori di frutta in una vallata californiana durante gli anni trenta, gli anni della Grande Depressione, in disperata lotta per il riconoscimento dei propri diritti fondamentali; e illustra altresì le posizioni radicali tenute dai capi sindacali per arringare i braccianti in sciopero. Il personaggio più importante, anche se non propriamente il protagonista, è forse Doc Burton, un medico che aiuta gli scioperanti e cerca di vedere le cose come realmente sono, senza giudicare e attribuire etichette di buono e cattivo.

## Personaggi
- Doc Burton – Un medico che, nonostante il suo scetticismo sulle posizioni di sinistra, lavora nel campo degli scioperanti assicurandosi che non possa essere fatto sciogliere con il pretesto delle carenze igieniche.
- Jim Nolan – Un nuovo membro del "partito", la cui evoluzione politica è uno dei temi centrali del libro
- Mac – Membro del "Partito" di vecchia data
- London – Il secondo, ma più significativo capo eletto dai lavoratori in sciopero.
- Mrs. Meer – La padrona di casa di Jim
- Harry Nilson – Funzionario del "Partito"
- Roy Nolan – Il padre di Jim (ucciso tre anni prima dei fatti narrati)
- Mr. Webb – Dirigente al Tulman's Department Store, dove Jim ha lavorato
- May Nolan – La sorella maggiore di Jim
- Mac McLeod – Funzionario del "Partito"
- Dick Halsing – Giovane membro del "Partito"
- Joy' – Membro del "partito", pazzo e aggressivo
- Alfred Anderson – proprietario del Al's Lunch Wagon
- Sam – Bracciante
- Lisa – Nuora di London
- Dan – Vecchio bracciante
- Dakin – Capo dei braccianti alla piantagione Hunter
- Alla – Moglie di Dakin
- Jerry – Bracciante della Hunter che sostiene lo sciopero
- Al Anderson – Padre di Alfred, piccolo coltivatore
- Burke – Assistente di Dakin
- Albert Johnson – Camionista
- Bolter– Presidente dell'Associazione Frutticultori

## Edizioni
- La battaglia, traduzione di Eugenio Montale, Milano, Bompiani, I ed. 1940.
- La battaglia, Collana I grandi tascabili, Bompiani, 2000,  p. 314, ISBN 978-88-452-4528-2.
- La battaglia, a cura di Luigi Sampietro, Collana I grandi tascabili, Milano, Bompiani, 2015, ISBN 978-88-452-8027-6.